# Ilha das Flores (ö i Brasilien, Santa Catarina)
Ilha das Flores är en ö i Brasilien.   Den ligger i delstaten Santa Catarina, i den södra delen av landet, 1 200 km söder om huvudstaden Brasília.
Terrängen på Ilha das Flores är varierad. Öns högsta punkt är 18 meter över havet.
I omgivningarna runt Ilha das Flores växer i huvudsak städsegrön lövskog. Runt Ilha das Flores är det ganska tätbefolkat, med 96 invånare per kvadratkilometer.